# Bradley Buckman
Bradley Bond Buckman (* 15. März 1984 in Austin, Texas) ist ein US-amerikanischer Basketballspieler. Nach dem Studium in seiner Heimatstadt spielte Buckman zunächst in der NBA Development League (D-League) für die Austin Toros, bevor er 2008 seine Karriere in Europa fortsetzte. Neben Stationen in Rumänien, Zypern, Israel und Spanien spielte er vor allem in der türkischen Liga Türkiye Basketbol Ligi (TBL). Für kurzfristige Verträge war Buckman auch zweimal in der deutschen Basketball-Bundesliga für die Skyliners Frankfurt und die Artland Dragons aktiv.

## Karriere
Buckman ging zuletzt in einem Vorort seiner Geburtsstadt zur Schule, wo er nach seinem Abschluss an der High School in die Auswahl der besten Schul-Basketballspieler des Landes zum „McDonald’s All-American Game“ eingeladen wurde. Anschließend begann er ein Studium an der University of Texas at Austin, bei dem er für die Hochschulmannschaft Longhorns in der Big 12 Conference der National Collegiate Athletic Association (NCAA) aktiv wurde. Hier konnte Buckman solide persönliche Statistiken erzielen, ohne sich nachhaltig für einen Vertrag als Profi zu empfehlen. In der Big 12 Conference gewannen die Longhorns in Buckmans letztem Collegejahr die reguläre Spielzeit 2006, verloren aber wie 2004 das Finalspiel im Meisterschaftsturnier. Für die landesweite NCAA-Endrunde waren die Longhorns durchgängig qualifiziert und erreichten 2003 in Buckmans erster Spielzeit das Final-Four-Turnier, wo sie im Halbfinale dem späteren Sieger Orangemen der Syracuse University mit Most Outstanding Player Carmelo Anthony unterlagen. Nachdem sie ein Jahr später in der Achtelfinalrunde Sweet Sixteen ausschieden, schied man 2005 bereits in der ersten Runde aus. Nach den guten Ergebnissen in der Big 12 erreichte man 2006 wieder eine höhere Einstufung für die Endrunde und die Mannschaft, der unter anderem auch der spätere NBA- und Bundesliga-Profi P. J. Tucker angehörte, erreichte das Regional-Finale Elite Eight, das jedoch gegen die Tigers der Louisiana State University verloren ging.
Nach dem Ende seiner Studienzeit bekam Buckman eine Einladung, in der NBA Summer League für die Dallas Mavericks zu spielen. Hier konnte er sich jedoch nicht für einen Vertrag in der am höchsten dotierten Profiliga NBA empfehlen, doch der lokale Profiklub Austin Toros aus der D-League nahm ihn für die Spielzeit 2006/07 unter Vertrag. Nach dem tragischen Tod von Cheftrainer Dennis Johnson, der im Februar 2007 nach dem Training an einem Herzinfarkt verstarb, konnte sich die Mannschaft nicht unter den besten Teams der Liga platzieren. Anschließend wurden die Toros durch die San Antonio Spurs übernommen und Buckman hatte zu Beginn der Spielzeit 2007/08 keinen neuen Vertrag. So nahm er schließlich im Januar 2008 ein Vertragsangebot aus Europa an und spielte in der rumänischen Divizia A für den Universitätssportverein aus Cluj-Napoca, der jedoch am Saisonende in den Play-offs um die Meisterschaft bereits in der ersten Runde ausschied.
Für die folgende Saison 2008/09 blieb Buckman in Europa und spielte zunächst für den zyprischen Meister Keravnos Strovolou in der Hauptstadt Nikosia. Nach dem Ausscheiden in der EuroChallenge 2008/09 wechselte Buckman noch im Januar 2009 nach Israel in die Ligat ha’Al zu Hapoel Altshuler aus Gilboa. Im Halbfinale des Final-Four-Turniers verpasste Gilboa Galil nach einer Niederlage mit nur zwei Punkten Unterschied gegen Serienmeister Maccabi Tel Aviv nur knapp eine Überraschung, die ihnen ein Jahr später dann gelingen sollte. Buckman selbst spielte jedoch die Spielzeit 2009/10 in der Türkei für die Basketballmannschaft aus Kepez unter anderem zusammen mit dem zweimaligen Bundesliga-MVP Jovo Stanojević. Beide konnten jedoch nicht verhindern, dass die Mannschaft nach nur zehn Saisonsiegen in 30 Spielen als Tabellenvorletzter wieder absteigen musste.
Die Spielzeit 2010/11 begann Buckman mit einem befristeten vierwöchigen Kurzzeitvertrag in der Basketball-Bundesliga für die Deutsche Bank Skyliners aus Frankfurt am Main, als er kurz vor Saisonbeginn für einen verletzten Kollegen verpflichtet wurde. Nach Ablauf der Vertragslaufzeit und der Genesung von Spielern verzichteten die Frankfurter Ende Oktober jedoch auf eine Weiterverpflichtung und Buckman kehrte im Januar 2011 in die türkische Liga zurück, wo er mit Kepez’ lokalem Rivalen aus Antalya auf dem achten Abschlussplatz noch den Einzug in die Meisterschafts-Play-offs erreichte. Hier schied man jedoch gleich in der ersten Runde gegen Titelverteidiger Fenerbahçe Ülker aus. Für die Saison 2011/12 blieb Buckman in der Türkei und spielte in Bursa für Tofaş SK, die ebenfalls den achten Rang erreichten und in der ersten Play-off-Runde gegen Galatasaray Medical Park ausschieden. Buckman selbst zählte zu den effektivsten Spielern der TBL in dieser Spielzeit.
Für die Saison 2012/13 bekam Buckman zunächst einen Vertrag in der spanischen Liga ACB bei Cajasol aus Sevilla. Nach nur fünf Einsätzen verließ er den Verein im Dezember 2012 wieder und bekam stattdessen im Januar 2013 einen neuen Vertrag in der deutschen Bundesliga. Mit den Dragons aus der Samtgemeinde Artland erreichte er als Sechster der Abschlusstabelle die Meisterschafts-Play-offs, in denen man jedoch in der ersten Runde gegen den vorherigen Vizemeister ratiopharm Ulm glatt verlor. Für die Saison 2013/14 kehrte er in die Türkei zurück und schloss sich Beşiktaş JK aus Istanbul an.